# (7145) Linzexu
(7145) Linzexu es un asteroide perteneciente al cinturón de asteroides descubierto el 7 de junio de 1996 por el equipo del Beijing Schmidt CCD Asteroid Program desde la Estación Xinglong de las montañas Yanshan, China.

## Designación y nombre
Linzexu se designó inicialmente como 1996 LO.
Más adelante, en 1999, fue nombrado en honor del funcionario chino Lin Hse Tsu (1785-1850).

## Características orbitales
Linzexu está situado a una distancia media de 2,564 ua del Sol, pudiendo alejarse hasta 3,015 ua y acercarse hasta 2,112 ua. Su excentricidad es 0,1762 y la inclinación orbital 9,03 grados. Emplea en completar una órbita alrededor del Sol 1499 días. El movimiento de Linzexu sobre el fondo estelar es de 0,2401 grados por día.

## Características físicas
La magnitud absoluta de Linzexu es 12,5 y el periodo de rotación de 2,905 horas.